# Katarzyna Kotowska
Katarzyna Kotowska (ur. 1956 w Warszawie) – polska architektka, ilustratorka książek, powieściopisarka, twórca sztuk teatralnych. Autorka powieści, w których porusza problemy adopcji. Za książkę Jeż została umieszczona na Liście Honorowej im. H.Ch. Andersena.

## Powieści
- 1999: Jeż
- 2001: Wieża z klocków
- Gwiezdny pył (nie wydana)[2]

## Nagrody
- Książka Roku 1999 za Jeża[2]
- Wyróżnienie w konkursie Dziecięcy Bestseller 2000 za Jeża[2]
- Wpis na listę Białych Kruków 2000 Internationale Jugendbibliothek w Monachium za Jeża[2]
- Wpis na Listę im. H.Ch. Andersena w 2002 za Jeża[2]
- I nagroda w konkursie Świat Przyjazny Dziecku 2002 za Jeża[2]
- Wpis do międzynarodowego katalogu BARFIE w 2004 za Jeża[2]
- Książka zimy 2001/2002 – nagroda Biblioteki Raczyńskich za Wieżę z klocków[2]

Jeż został również zaliczony do Kanonu Książek dla Dzieci i Młodzieży w 2002.